# Carlos Garcia
Carlos Polístico García (født 4. november 1896, død 14. juni 1971) var Filippinernes præsident i 1957-61.
Han var senator i 1941-53. I 1953-57 var vicepræsident og også udenrigsminister under præsident Ramon Magsaysay. Han blev selv præsident efter Magsaysays død og kort derefter vandt han det filippinske præsidentvalg 1957. Han tabte det næste præsidentvalg i 1961 og trak sig tilbage.

## Ekstern henvisning
- Wikimedia Commons har flere filer relateret til Carlos Garcia

1. ↑  Navnet er anført på engelsk og stammer fra Wikidata hvor navnet endnu ikke findes på dansk.
2. ↑  Navnet er anført på engelsk og stammer fra Wikidata hvor navnet endnu ikke findes på dansk.
3. ↑  Navnet er anført på engelsk og stammer fra Wikidata hvor navnet endnu ikke findes på dansk.